# لیندل (جورجیا)
لیندل (به انگلیسی: Lindale) یک منطقهٔ مسکونی در ایالات متحده آمریکا است که در شهرستان فلوید، جورجیا واقع شده‌است. لیندل ۱۴٫۳ کیلومتر مربع مساحت و ۴٬۱۹۱ نفر جمعیت دارد و ۲۰۳ متر بالاتر از سطح دریا واقع شده‌است.